# Stephen Wiltshire
Stephen Wiltshire (*24. dubna 1974) je známý britský umělec. Proslavil se především schopností kreslit panoramata měst po jednom zhlédnutí. Jedná se o dobře vyvinutou fotografickou paměť. Stephen Wiltshire trpí autismem a byl mu udělen Řád britského impéria.

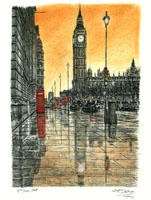
Big Ben za deštivého rána (2008)